# Kostel svatého Marka (Litovel)
Kostel svatého Marka je gotický kostel v Litovli. Leží v původním církevním obvodu, kde se dál nachází či nacházela kaple svatého Jiří, hřbitov, na kterém se pohřbívalo do roku 1784, fara a škola. Kostel byl upravován ve druhé polovině 15. století a dále v období renesance. Současná podoba je výsledkem barokní přestavby v letech 1675–1680.

## Historie
První písemná zmínka o kostele je z roku 1342. Další zmínky pocházejí z let 1382, 1386 a 1383. Patronátní právo nad kostelem měly cisterciačky z kláštera ve Starém Brně, které jej obdržely od Elišky Rejčky. Držely jej až do roku 1562.

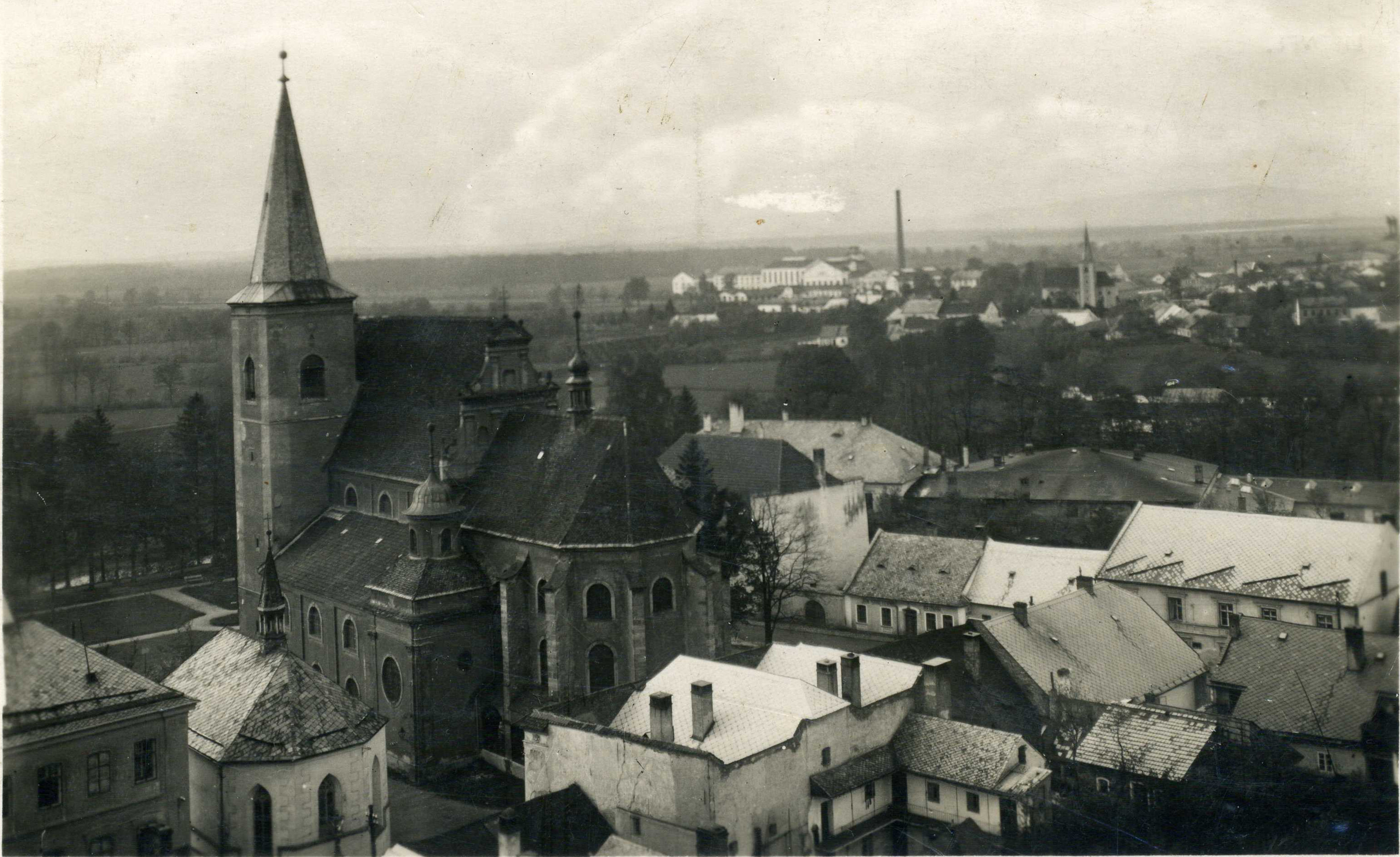
Pohled na kostel z věže radnice; někdy před rokem 1939

V roce 1437 vyplenilo kostel vojsko Jana Parduse z Horky a Vratkova. Znovu vysvěcen byl v roce 1444. Ve druhé polovině 15. a 1. polovině 16. století došlo k několika stavebním změnám. Koncem 20. let 16. století byla přistavěna sakristie (na nadpraží okna je uveden letopočet 1529), na portálu sakristie kostela je uveden letopočet 1532. Ve druhé polovině 16. století byla zvýšena věž, která byla zdobena sgrafity, jejichž zbytky se zachovaly v místech zakrytých střechou.
V roce 1623 kostel spolu s klášterem a kostelem svatého Ducha vyhořel. V letech 1675–1677 byl kostel barokně přestavěn olomouckým stavitelem Melichorem Donkem. Věž byla zvýšena a dokončena v roce 1699, tento letopočet je uveden na konstrukci zvonové stolice. V první polovině 18. století byla ke kostelu přistavěna tzv. Engelmannova kaple vysvěcená pravděpodobně v roce 1741.
V roce 1855 byla rozebrána makovice kostelní věže kvůli svému špatnému stavu. Původní zastřešení zvonice bylo podobné zastřešení radniční věže a bylo kryto červeně natřeným šindelem. To bylo nahrazeno jehlancovou střechou krytou břidlicí.
V roce 1857 byl kostel vymalován v historizujícím slohu a zbudován nový oltář. Ten provedl Jan Koblische ze Šternberka podle návrhu P. Floriána Müllera. Ze starého oltáře byly použity pouze sochy.
V letech 1900–1901 byla obnovena Mariánská kaple. Současně – díky daru A. Gürtlové z Litovle – byla klenba kostela vyzdobena čtyřmi malbami výjevů ze života Panny Marie (Narození, Zvěstování, Nanebevzetí a Korunování). Malby provedl malíř Jindřich Taschner z Prostějova.
V roce 1928 byla provedena celková oprava interiéru kostela. V letech 1931–1932 i exteriéru.

## Popis
Jednolodní orientovaná stavba (hlavní osa ve směru severozápad–jihovýchod) s trojbokým závěrem. Po obou stranách se nacházejí kaple s oratoří v patře.

### Vitráže
V roce 2015 byly instalovány vitráže v pěti oknech závěru kostela. Podle návrhů Aleny Ponížilové ze Zlína je vyrobila firma Vitráže Bruštík ze Zábřehu. Námětem jednotlivých vitráží jsou tajemství růžence světla:

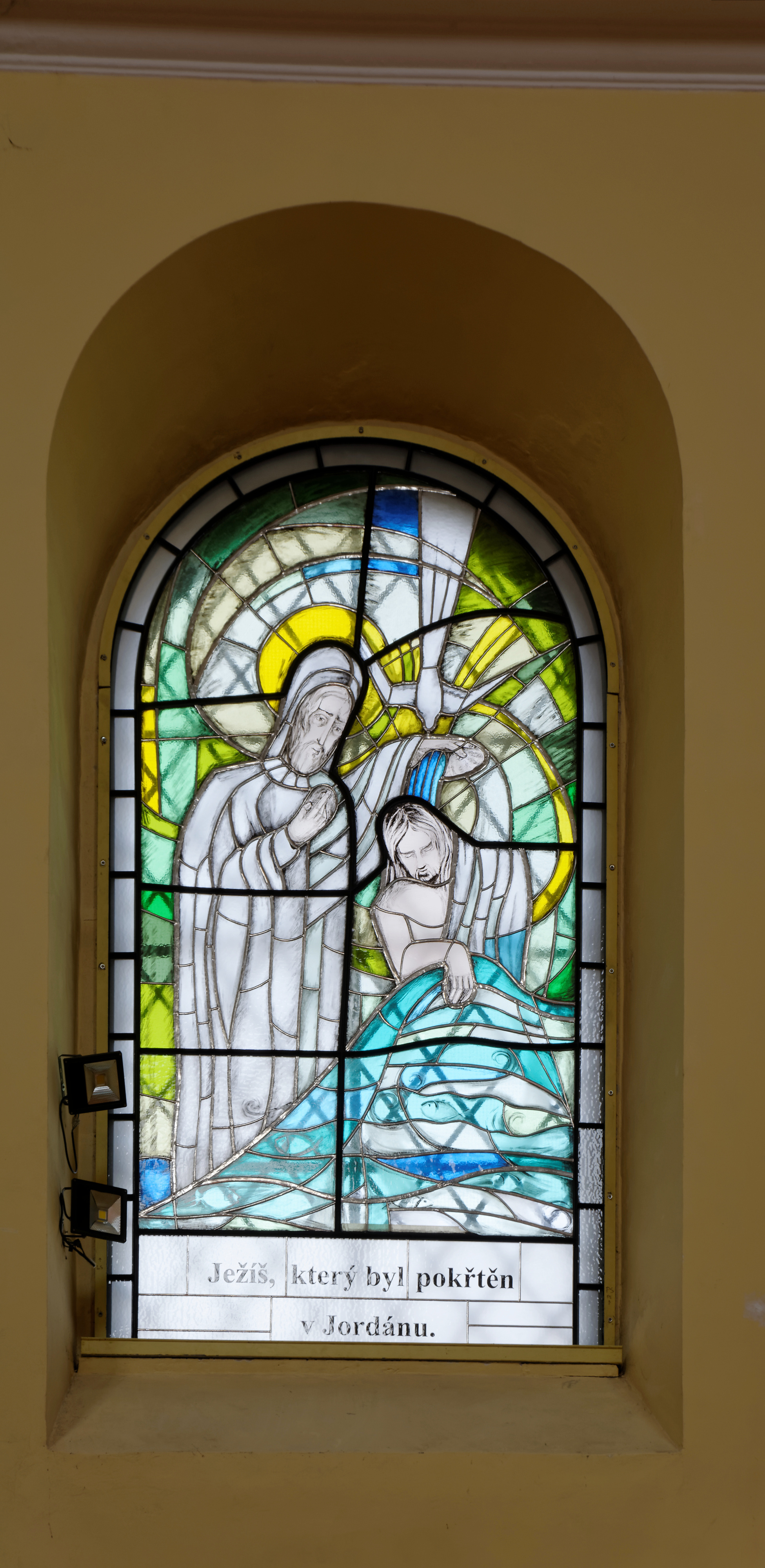
Ježíš, který byl pokřtěn v Jordánu. (Mt 3,13 - 17)
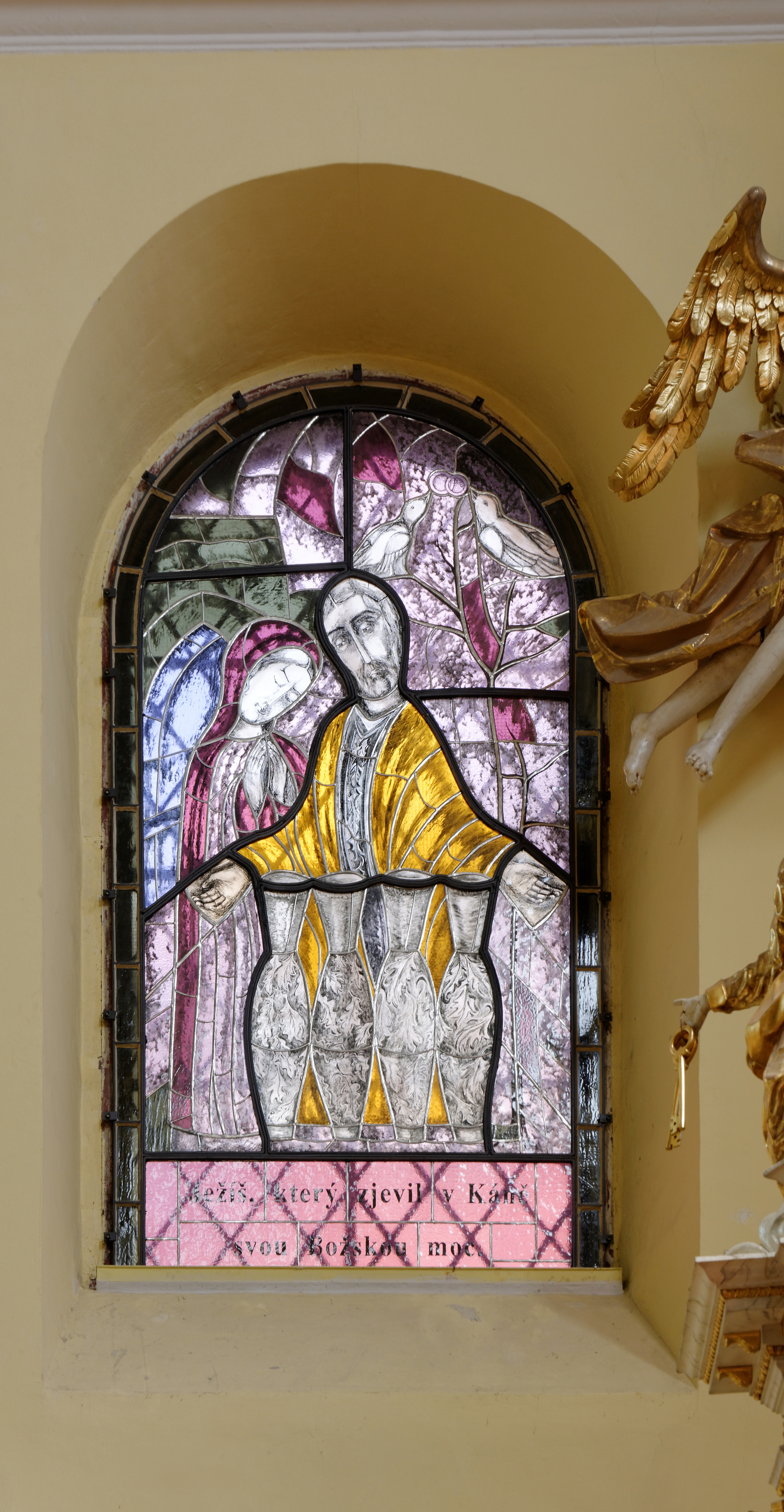
Ježíš, který zjevil v Káně svou Božskou moc. (J 2, 1 - 12)
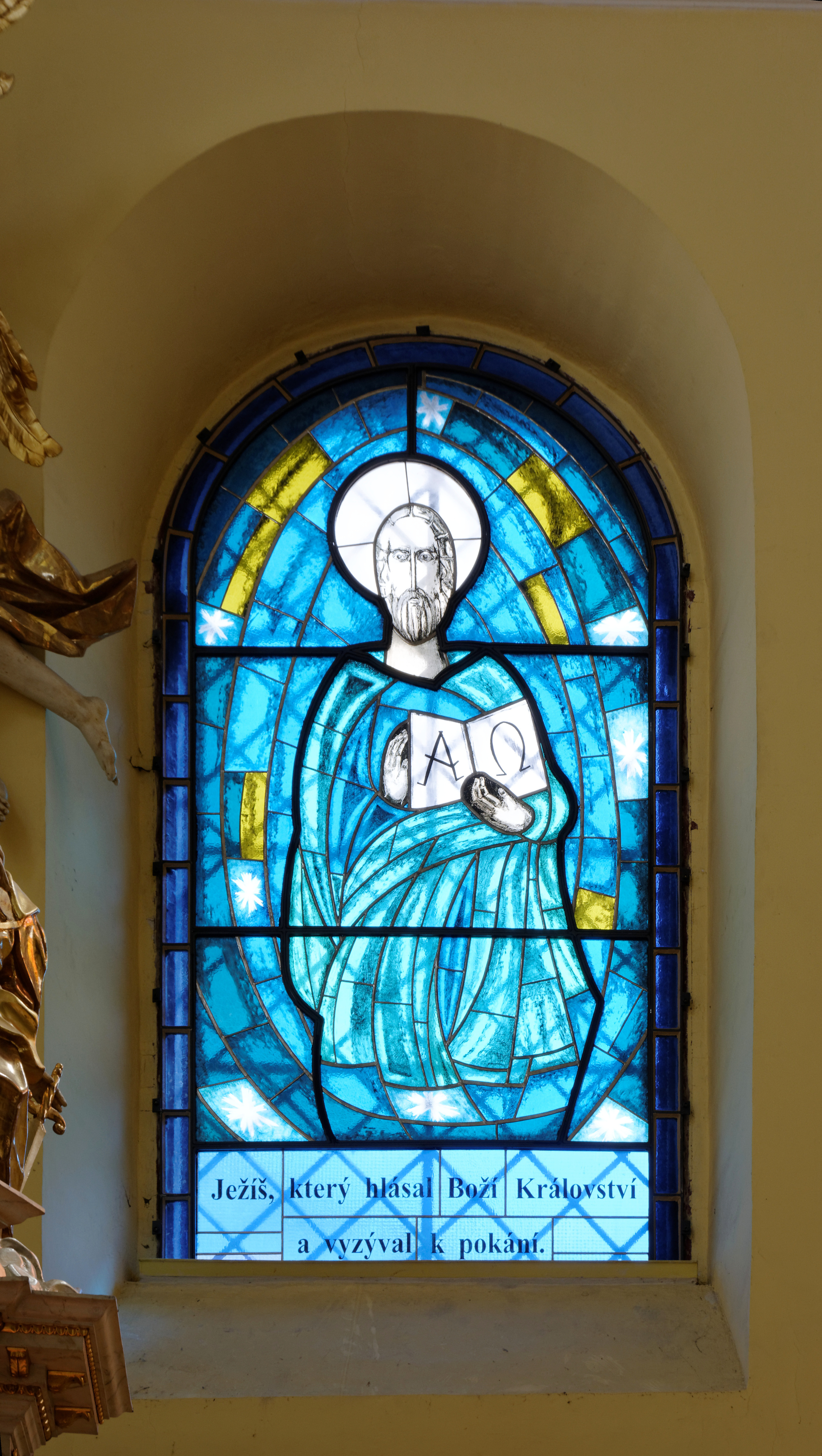
Ježíš, který hlásal Boží Království a vyzýval k pokání. (Mk 1, 15)
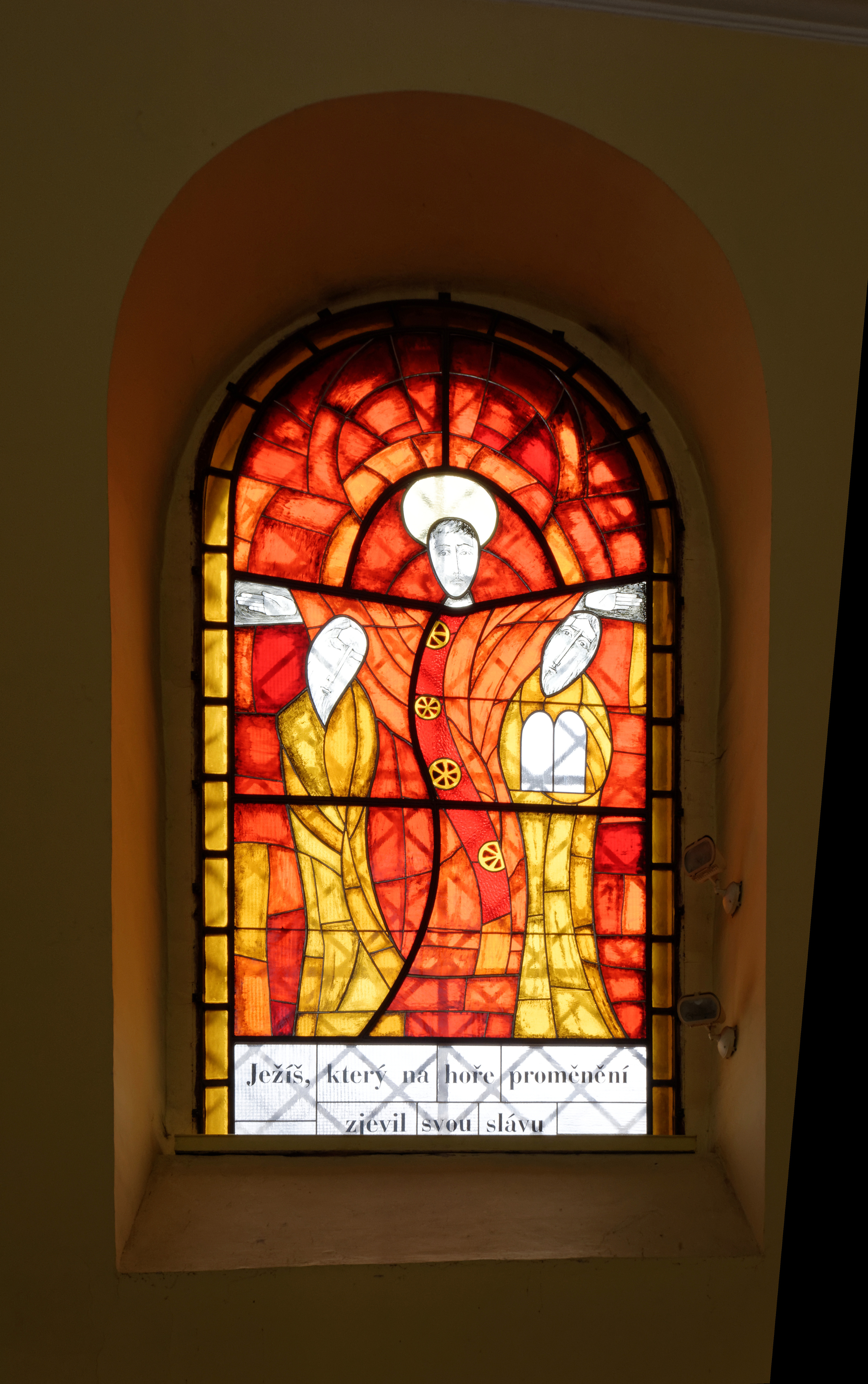
Ježíš, který na hoře proměnění zjevil svou slávu. (Lk 9, 28 - 36)
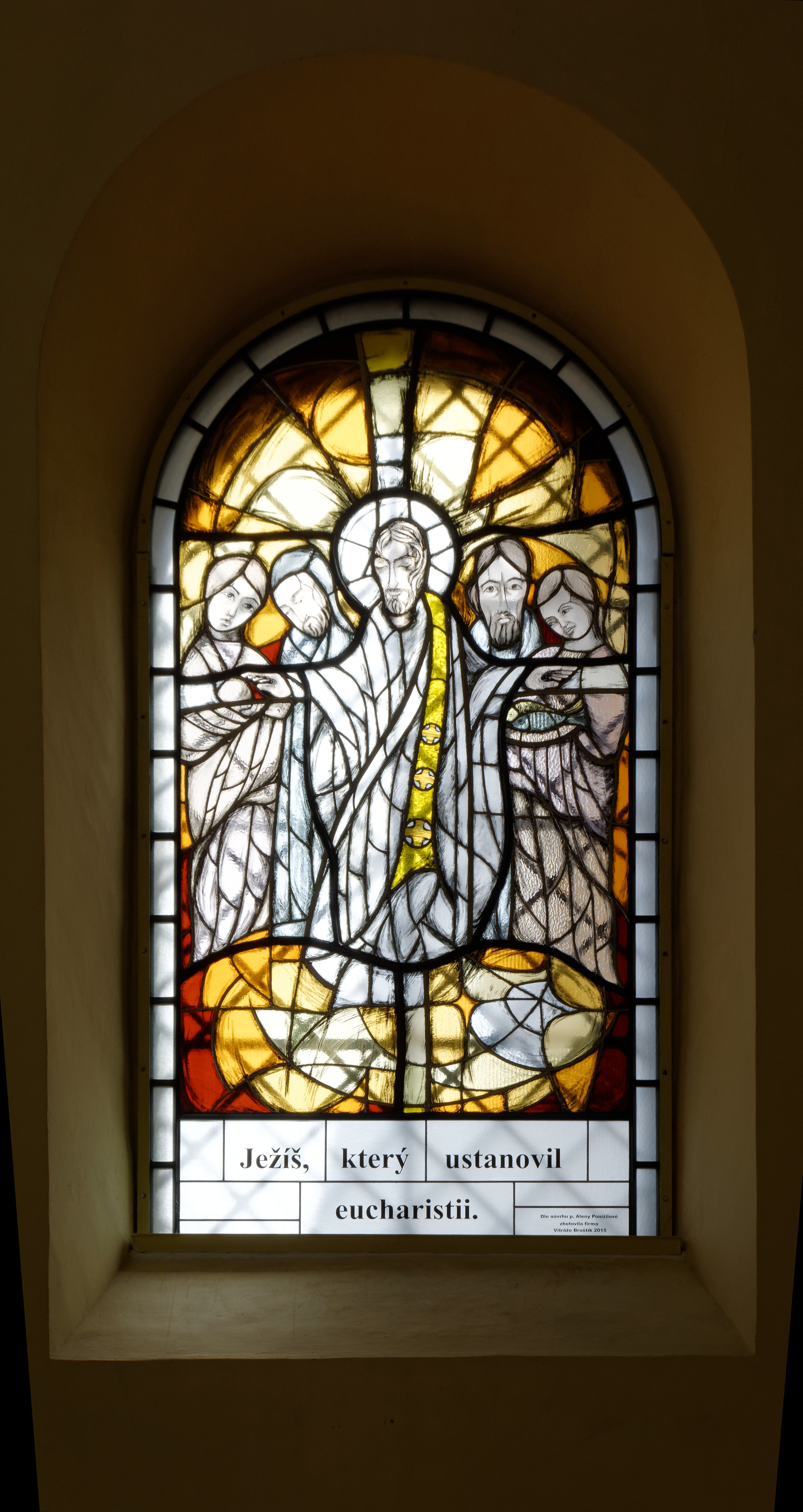
Ježíš, který ustanovil eucharistii. (Mt 26, 26 - 28)